# ペニーアーケード
- ディズニーパーク > 東京ディズニーリゾート > 東京ディズニーランド
  - ワールドバザール > ペニーアーケード
  - 東京ディズニーランドのアトラクションの一覧 > ペニーアーケード

ペニーアーケード(Penny Arcade)とは東京ディズニーランドにあるアトラクションの一つ。ワールドバザールに位置する。

## 概要
| ペニーアーケード Penny Arcade | ペニーアーケード Penny Arcade | ペニーアーケード Penny Arcade                        | ペニーアーケード Penny Arcade                        |
| ----------------------------- | ----------------------------- | ---------------------------------------------------- | ---------------------------------------------------- |
| オープン日                    | オープン日                    | 1983年4月15日 (東京ディズニーランドと同時にオープン) | 1983年4月15日 (東京ディズニーランドと同時にオープン) |
| スポンサー                    | スポンサー                    | なし                                                 | なし                                                 |
| 所要時間                      | 所要時間                      | フリー                                               | フリー                                               |
| 利用制限                      |                               | なし                                                 | なし                                                 |
| ファストパス                  | ファストパス                  |                                                      | 対象外                                               |
| シングルライダー              | シングルライダー              |                                                      | 対象外                                               |

19世紀後半から20世紀初頭にかけてアメリカで流行ったアーケードゲーム機を揃えたゲームセンターである。ゲーム機自体は昔実際に使われたものである（中身は最新技術の機械に入れ替えられている）。
アトラクション名の「ペニー」(Penny)とは、1¢(セント)銅貨の別称のこと。昔、1セント硬貨で遊べたゲームセンターのことを「ペニーアーケード」と呼ばれていたことに由来する。ここでは、実際に1セント硬貨では遊べないが、どれも10円玉や100円玉数枚で遊べるものばかりである。施設内には両替機も設置されている。
現在、パーク内で人気のスーベニアメダルの製造機は各所に設置されているが、元はここに3～4台製造機が置かれたのが始まりである。現在も製造機は設置されており、長い行列を作ることもある。

## Trivia
- ペニーアーケードのモデルとなったのは、ニューヨークのブルックリンにある遊園地「コニーアイランド」である。店内の壁には、コニーアイランドをイメージした壁画が描かれている。